# Dumai Kota
Dumai Kota is een bestuurslaag in het regentschap Dumai van de provincie Riau, Indonesië. Dumai Kota telt 7317 inwoners (volkstelling 2010).